# Officium Hebdomadæ Sanctæ

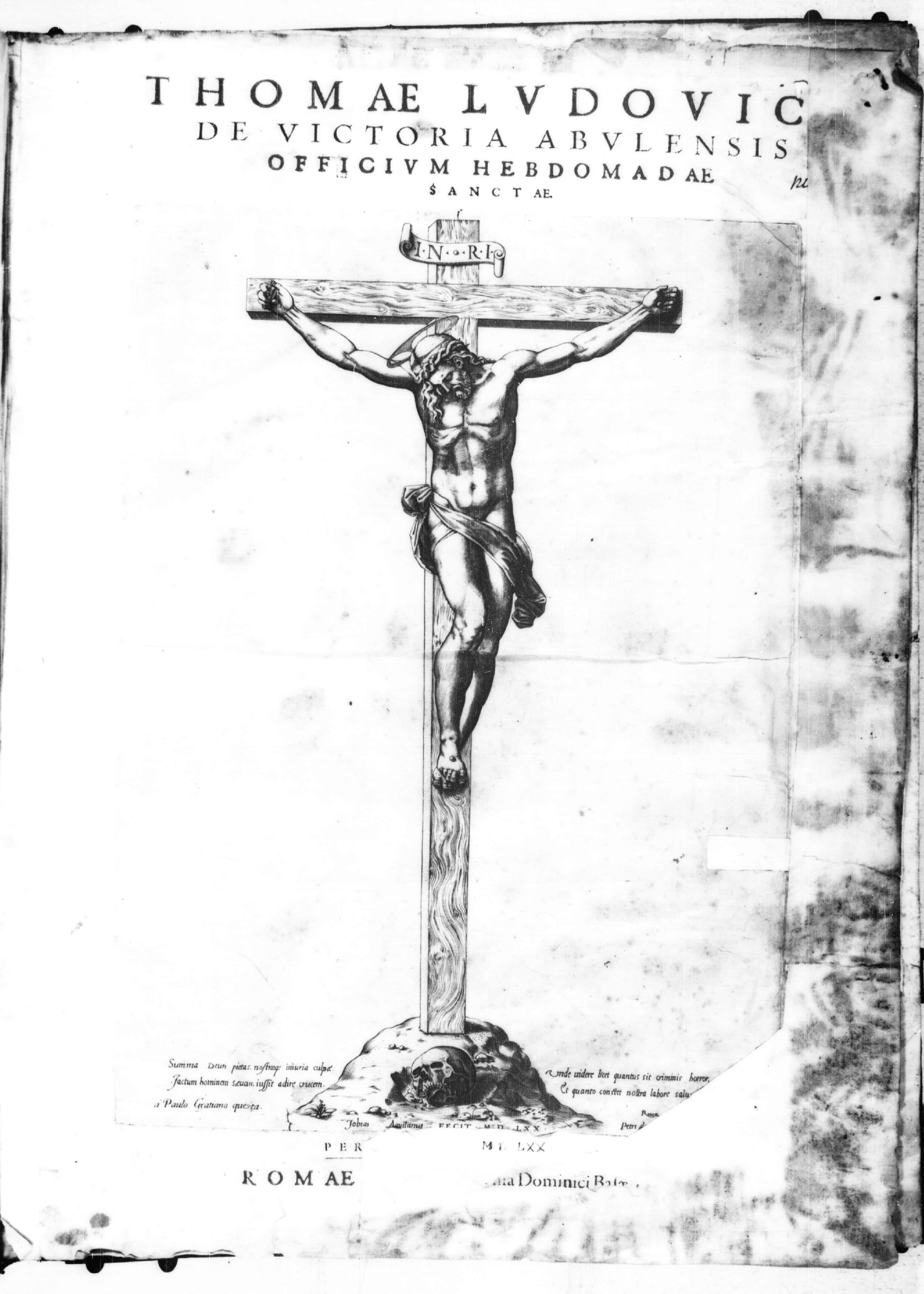
Portada de Officium Hebdomadæ Sanctæ de 1585

El Officium Hebdomadæ Sanctæ es una obra de Tomás Luis de Victoria, compuesta y publicada en Roma en 1585 para celebrar la Semana Santa. Esta obra está considerada en la actualidad una de las composiciones más destacadas de Victoria, junto con su Officium Defunctorum (1605).

## Historia

### Situación del canto litúrgico en la Iglesia católica en elsigloXVI
Es posible que el motivo de esta publicación en 1585 se atribuya a un talentoso sacerdote-compositor y su profunda fe. Sin embargo, no está de más resumir la situación de la liturgia católica en el siglo XVI, para comprender mejor el contexto de esta obra maestra.
Por supuesto, la Contrarreforma aparece como una vasta operación contra la Reforma protestante. Además, muy criticado por los humanistas, el canto gregoriano tuvo que ser revisado, pero al mismo tiempo desvirtuado. La Edición Medicea (1614-1615) no era otra que el canto llano, maltratado. De hecho, el primer proyecto, confiado en 1577 a Giovanni Pierluigi da Palestrina, había sido suspendido, tras la intervención de Felipe II de España, que no quería una reforma litúrgica drástica. Además, para luchar contra el protestantismo, la Santa Sede sacó a relucir el ceremonial de Clemente VIII (1600) en el que el canto se interpretaba a menudo alternando entre la schola y el órgano. Por tanto, esta gran guía de la liturgia subrayó la riqueza de la música sacra católica, mientras que el calvinismo prohibía toda música durante las celebraciones. Pero, según el uso ceremonial, sustituido por el órgano, la mitad del texto no se cantaba.
Sin embargo, la reforma de la Iglesia aseguró que el rito tridentino todavía se utilice en la actualidad. Así, en 1538, el consejo provincial de Colonia condenó las secuencias, por su mala calidad, por partir de textos no bíblicos, así como por su adopción sin autorización. La revisión del misal se decidió finalmente tras el Concilio de Trento y en 1570 se publicó el Missale Romanum, con, por primera vez, los textos oficiales de la misa. En este misal romano, las 4 500 secuencias fueron eliminadas por completo, excepto las cuatro obras maestras, incluido el Stabat Mater. Este movimiento de reforma litúrgica, especialmente espiritual, evolucionó con la fundación de la congregación del Oratorio en Roma por San Felipe Neri en 1575. Esto favoreció notablemente la intensificación y profundización de la liturgia, acogiendo a músicos eminentes e importantes. Por un lado, fue Giovanni Animuccia, maestro de capilla de la Capilla Julia de la Basílica de San Pedro en el Vaticano. Por otro lado, dos compositores españoles: Fernando de las Infantas y Tomás Luis de Victoria.

### Publicación de Victoria en 1585

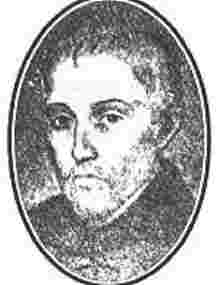
Tomás Luis de Victoria
(† 1611).

El Officium Hebdomadæ Sanctæ se publicó en Roma en 1585. En la portada estaba indicado el nombre del compositor, Tomás Luis de Victoria.
La obra no apareció ex nihilo. Estudios recientes indican que el manuscrito 186 de la Capilla Sixtina ya estaba en uso antes de 1585. Las composiciones no eran idénticas. Sobre todo, parece que la publicación omite algunos versos de la versión manuscrita. Según el estudio de Thomas Rive (1965), es evidente que Tomás Luis de Victoria revisó y reelaboró la obra constantemente, por ejemplo, un cierto número de Lamentaciones, hasta su publicación. El resultado demuestra una gran evolución en el refinamiento de la obra, debido a los años de madurez del compositor.
Victoria no dejó comentarios sobre esta publicación, ni aprobación, ni prefacio en este libro de cantos. Esto sugiere que la composición fue realizada según su propia intención. Tradicionalmente se consideraba que la obra estaba dedicada a la Santísima Trinidad debido a la doxología del último verso del himno Vexilla Regis. Es cierto que esta estrofa está en la página donde normalmente se coloca la dedicatoria. Sin embargo, el musicólogo Eugene Cramer se muestra cauteloso en su libro publicado en 2017. Según él, es cierto que esta última estrofa de la obra subraya la victoria de Jesucristo contra la muerte; lo que no sólo estructura esta obra, sino que también expresa una sincera manifestación de la fe del compositor. Pero Cramer piensa que esto no es suficiente para apoyar esta hipótesis de la dedicación.
En cualquier caso, fue, para el sacerdote y compositor español, el punto final de su vida en «La ciudad eterna». En efecto, abandonó Roma en fecha desconocida entre 1585 y 1587, y regresó a España para prestar sus servicios reservados a María de Austria.
Veinticinco años después, otra publicación monumental, Vespro della Beata Vergine (1610) de Claudio Monteverdi, abrió una nueva página en la historia de la música. Sin embargo, la obra de Victoria se mantiene alejada de tales tendencias modernistas. Dentro del Vaticano, el canto gregoriano y, en segundo lugar, la polifonía renacentista siguen siendo considerados cantos de la Iglesia por excelencia (motu proprio Inter pastoralis officii sollicitudes (1903), constitución apostólica Divini cultus sanctitatem (1928), encíclica Musicæ sacræ disciplina (1955), Sacrosanctum Concilium (1963)). Si estos documentos pontificios sólo mencionan el nombre de Palestrina, de quien Victoria fue alumno, a través de la celebración en el seno de la Santa Sede durante la Semana Santa, la Santa Sede expresó y aún expresa su confianza en esta obra maestra y monumental del sacerdote y compositor español.

## Obra

### Composición de Victoria
La obra está compuesta por 37 piezas, de las cuales 33 fueron compuestas para esta publicación. Si los servicios de Semana Santa hasta ese momento consistían en canto monódico, como el gregoriano, Tomás Luis de Victoria sustituyó cierto número de cantos por piezas en estilo polifónico, con el fin de amplificar la solemnidad de la celebración. Así, la publicación de 1585 se compuso únicamente de piezas polifónicas, mientras que los versos cantados por los celebrantes en monodia fueron completamente eliminados:
1. Para el Jueves Santo, el Viernes Santo y el Sábado Santo, el compositor canta las Lamentaciones de Jeremías, tradicionalmente reservadas para los maitines,[6] nocturnus I, (Lectiones I - III). Si estos motetes comienzan a 4 voces, el compositor evoluciona su música, para el verso Ierusalem, Ierusalem, converte ad Dominum Deum tuum [Jerusalén, Jerusalén, conviértete al Señor tu Dios], con una amplificación musical real hasta 6 voces.
2. A estas Lamentaciones les sigue una serie de responsorios Tenebræ a 4 voces. Se trata de los nocturnos II (piezas IV - VI) y III (VII - IX). Si bien estas piezas son más modestas, su composición se llevó a cabo con cuidado, ya sea en C (cantus = soprano en voz de niño),[ec 5] ATB o en CCAT (para las segundas respuestas). Además, las terceras respuestas respectivamente tienen su conclusión con una estructura expandida ABCBAB en lugar de la ABCB de las dos primeras.[6]
3. La característica de las dos Pasiones, el Domingo de Ramos y el Viernes Santo, es la humildad. El sacerdote-compositor dejó la ejecución a los solistas, es decir, a un sacerdote para la figura de Jesucristo, así como a algunos otros religiosos. Así, la mayoría de estas Pasiones se cantan en monodia,[10] según la tradición. Como en las últimas Pasiones, el coro representa a la multitud, es decir, al pueblo judío o a los soldados romanos del gobernador, lo que crea un verdadero efecto dramático.
4. Para el Benedictus y el Salmo 50, Miserere Dei meus, cantados después de las Lamentaciones y Responsorios, Tomás Luis de Victoria compuso sus versiones para coro en lugar de los tradicionales cantos monódicos. Estas dos obras, simplemente a 4 voces del CATB, se cantan a lo largo de tres días. Junto al Benedictus, se interpretan en monodia los versos Benedictus Dominus, Deus Israel... (I y II) y Sicut locutus... (V y VI); por lo tanto, la composición de Victoria no incluye estos versos.
5. Asimismo, el compositor español sustituyó importantes piezas monódicas por una polifonía desarrollada. Se trata de la antífona Pueri hebræorum, el himno Tantum ergo, los Impraoperia y el himno Vexilla Regis. Así, se canta el himno de Santo Tomás de Aquino, Pange lingua, hasta el verso 4 en gregoriano y en procesión, luego Tantum ergo a 4 voces.

La interpretación del Officium Hebdomadæ Sanctæ, inicialmente publicada en notación de métrica blanca, favorece por tanto la concordancia con el canto gregoriano, la música en prosa. Motivo por el cual se realizaron importantes grabaciones con la participación de especialistas en este canto monódico (como los monjes del monasterio de Santo Domingo de Silos en 1972; junto con Schola Antiqua en 2004). De hecho, cada pieza expresa una profunda armonía entre texto y música, al igual que el canto gregoriano.
Además, si esta obra sigue siendo fuertemente litúrgica, el dramatismo coral es evidente en las Pasiones. Podemos imaginar la influencia del teatro jesuita debido al Colegio Romano donde pasó algún tiempo el compositor.

### Texto referido
1. Domingo de Ramos[14]
2. Jueves Santo
3. Viernes Santo[15]
4. Sábado Santo
5. Véase también Officium Hebdomadæ Sanctæ, Iuxta ritum Sacri Ordinis FF. Prædicatorum en monodia (París, 1700)[16]

### Dominica en ramis palmarum
En honor del Domingo de Ramos se compusieron tres piezas (folios 1 - 11), entre ellas la Pasión según san Mateo.
- I (1 y 2): Pueri hebræorum (antífona a 4 voces CATB)
- II (3 - 9): Passio secundum Mathaeum (a 4 voces CATB para el pueblo judío y los soldados)
- III (10 y 11): O Domine Iesu Christe, In elevatione Domini (a 6 voces CAATTB)

### Feria quinta en coena Domini
El Jueves Santo, a diferencia de la Última Cena, se compone, en esta obra, de doce piezas (n.os 4 - 15, folios 12 - 36) entre las que se cantan el Benedictus y Miserere mei Deus (n.os 13 y 14) durante tres días, hasta el Sábado Santo.
- IV (12 - 14): Incipit lamentatio Ieremiæ (lectura I de Las Lamentaciones de Jeremías a 4 voces CCAB luego a 5 voces CCATB para Ierusalem, Ierusalem, convertere ad Dominum Deum tuum)
- V (15 - 17): Vau. Et egressus est (lectura II a 4 voces CATB, 5 voces CCATB)
- VI (18 - 20): Iod. Manum suam (lectura III a 5 voces CCATB, 6 voces CCAATB)
- VII (21): Amicus meus (responsorio IV a 4 voces CATB)
- VIII (22): Iudas mercator pessimus (responsorio V a 4 voces CCAT)
- IX (23): Unus ex discipulis (responsorio VI a 4 voces CATB)
- X (24 y 25): Eram quasi agnus (responsorio VII a 4 voces CATB)
- XI (26): Una hora (responsorio VIII a 4 voces CCAT)
- XII (27 y 28): Seniores populi (responsorio IX a 4 voces CATB)
- XIII (29 - 31): Benedictus (a 4 voces CATB)
- XIV (32 - 35): Miserere mei Deus (a 4 voces CATB)
- XV (36): Tantum ergo, In elevae Corporis Christi (a 5 voces CCATB)

### Feria sexta en Passione Domini
El Viernes Santo, día de la Pasión de Cristo, es la culminación de esta obra maestra, incluidos sus improperios. La obra consta de 12 piezas (n.os 16 - 27, folios 37 - 60).
- XVI (37 y 38): Het. Cogitavit Dominus (lectura I a 4 voces CATB, luego a 5 voces CAATB)
- XVII (39 - 41): Cojo. Matribus suis (lectura II a 4 voces CCAT, 5 voces CCATB)
- XVIII (42 - 44): Aleph. Ego vir videns (lectura III a 5 voces CAATB, 6 voces CCAATB)
- XIX (45): Tanquam ad latronem (responsorio IV a 4 voces CATB)
- XX (46): Tenebræ factæ sunt (responsorio V a 4 voces CCAT)
- XXI (47 y 48): Animam meam dilectam (responsorio VI a 4 voces CATB)
- XXII (49): Tradiderunt me (responsorio VII a 4 voces CATB)
- XXIII (50): Iesum tradidit impius (responsorio VIII a 4 voces CCAT)
- XXIV (51 - 52): Caligaverunt oculi mei (responsorio IX a 4 voces CATB), seguido del Benedictus (XIII) y el Miserere (XIV)
- XXV (53 - 57): Passio secundum Ioannem (4 voces CATB para judíos)

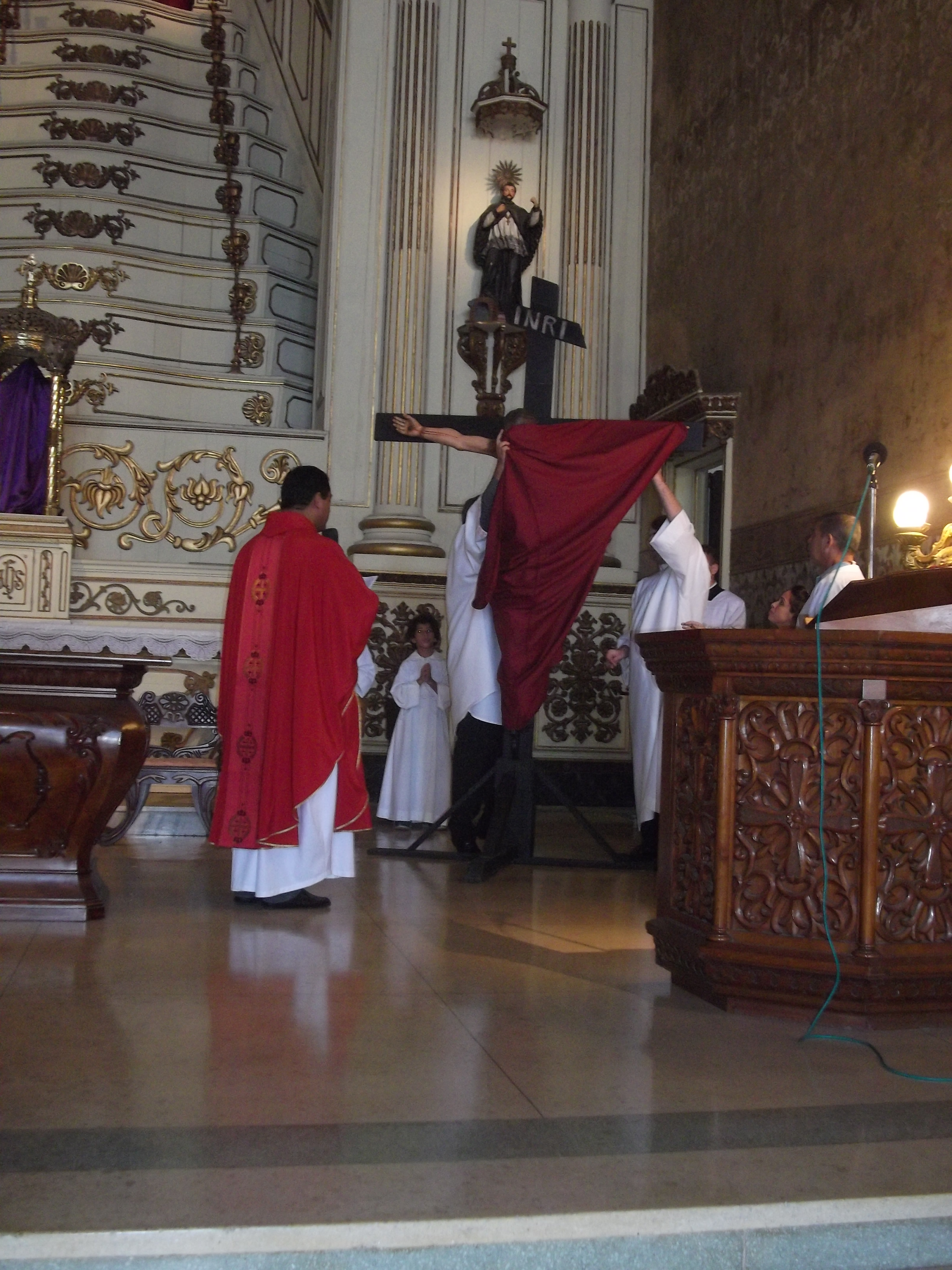
In adoratione Crucis
(adoración de la Cruz).

- XXVI (58 y 59): Vere languores, In adoratione Crucis (a 4 voces CATB)
- XXVII (60): Popule meus (Improperia), In adoratione Crucis (a 4 voces CATB, en doble coro, alternando según el texto bilingüe, griego y latín)

### Sabatto Sancto
Las 10 piezas (n.os 28 - 37, folios 61 - 79) están dedicadas a Sabattum Sanctum (Sábado Santo).
- XXVIII (61 y 62): Heth. Misericordiæ Domini (lectura I a 4 voces CATB, luego 6 voces CCATTB)
- XXIX (63 - 65): Aleph. Quomodo (lectura II a 4 voces CCAT, 5 voces CCATB)
- XXX (66 - 69): Incipit oratio (lectura III a 6 voces CCATTB, a 8 voces CCAATTBB)
- XXXI (70): Recessit pastor noster (responsorio IV a 4 voces CATB)
- XXXII (71): O vos omnes (responsorio V a 4 voces CCAT)
- XXXIII (72): Ecce quomodo moritur (responsorio VI a 4 voces CATB)
- XXXIV (73): Astiterunt reges (responsorio VII a 4 voces CATB)
- XXXVI (74): Æstimatus suma (responsorio VIII a 4 voces CCAT)
- XXXVI (75): Sepulto Domino (responsorio IX a 4 voces CATB), seguido del Benedictus (XIII) y el Miserere (XIV)
- XXXVII (76 - 79): Vexilla Regis (4 voces CATB y luego 6 voces CCAATB)

### Índice
La última página es el ÍNDICE OMNIVM QVÆ IN HOC LIBRO [índice de todo aquello en este libro]. También se indica el año de publicación y la edición.

## Uso litúrgico
Obra compuesta en Roma, en honor de la Santa Sede, que conserva siempre esta obra maestra de la Contrarreforma para la Semana Santa. Los intérpretes elegidos tradicionalmente son el Coro de la Capilla Sixtina y la Cappella Giulia.
Es normal que llegada la era de la grabación sonora, en la primera mitad del XX aparecieran varios discos grabados en el Vaticano con la participación de famosos maestros de capilla, como Lorenzo Perosi. El primer disco del sello francés SEMS / Musique au Vatican (Société d'édition de musique sacrée), publicado hacia 1935, estaba dedicado a la pieza Tenebræ factæ sunt y la Pasión según San Juan de Victoria. Pero ya en 1904, centenario de la muerte de San Gregorio Magno, ya se habían grabado de forma extraordinaria las Improperia del compositor bajo la dirección del barón Rudolf Kanzler, en la época de las monumentales grabaciones de numerosos cantos gregorianos.

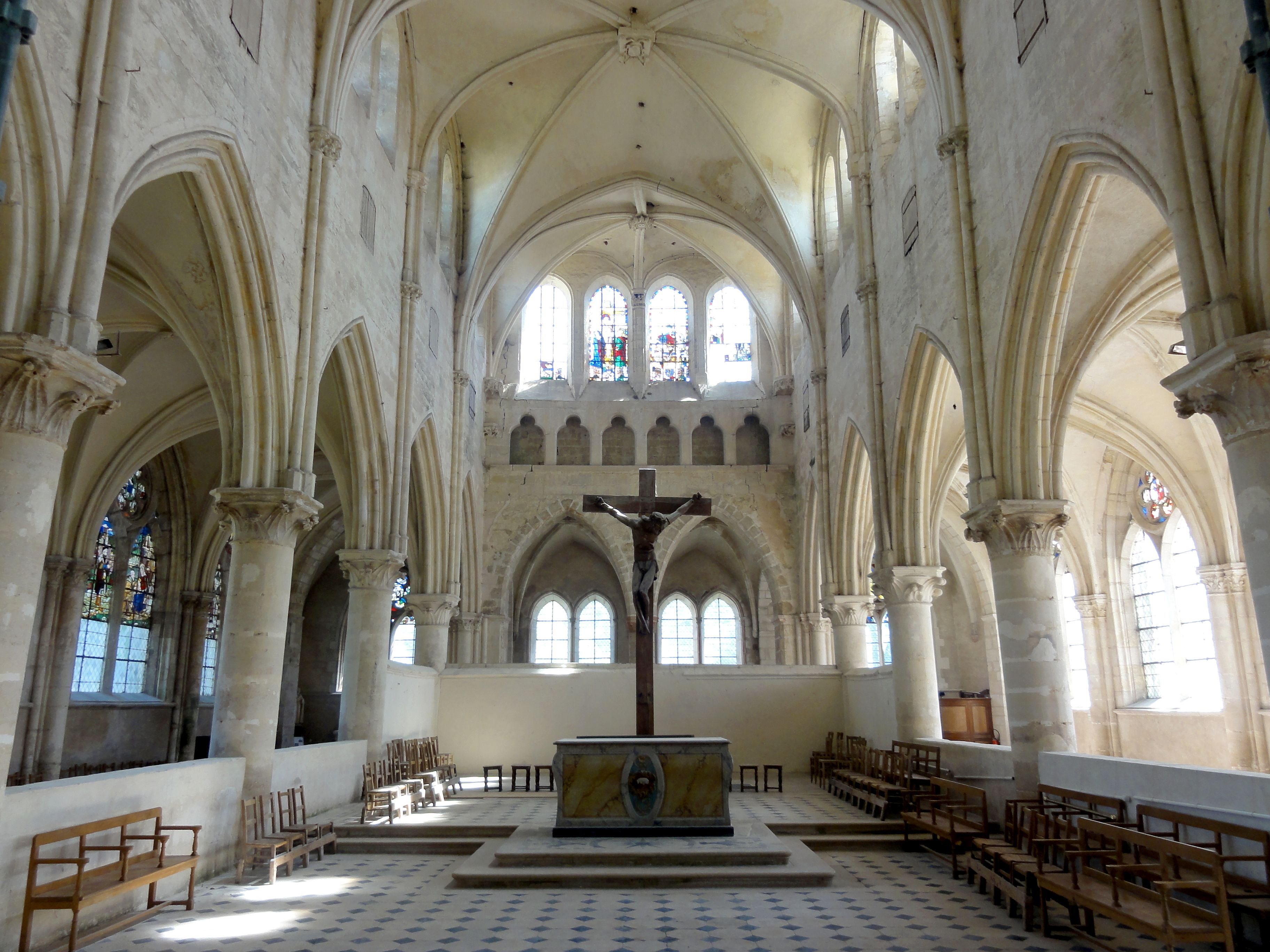
Colegiata de Saint-Martin de Champeaux (celebración y grabación en 1991).

Sin duda es música sacra. Sin embargo, esta obra sigue siendo tan litúrgica que se nota esta característica particular en las grabaciones de la versión completa. La primera, publicada en 1973, fue grabada, principalmente, por los monjes benedictinos del monasterio de Santo Domingo de Silos, conservando la tradición del canto gregoriano. Su interpretación sigue siendo litúrgica, bajo la dirección de Dom Ismael Fernández de la Cuesta, que había estudiado este canto litúrgico en Francia. Con su profundo conocimiento, Fernández de la Cuesta cantó también el papel de Jesucristo en la Pasión según San Juan.
En 1991, el objetivo del conjunto vocal Jean-Paul Gipon era, en primer lugar, celebrar los servicios de la Semana Santa en la antigua colegiata de Saint-Martin de Champeaux, según la versión solemne de Victoria, a finales de marzo. Su grabación sólo se realizó en mayo y junio.
Incluso en el siglo XXI, el Officium Hebdomadæ Sanctæ sigue siendo esencial para las celebraciones solemnes, especialmente en el Vaticano. Así, la de Semana Santa de 2013 se celebró con el testimonio de esta música de Victoria, en presencia de numerosos cardenales que participaron en el cónclave.

## Edición

### Publicación original
- 1585: THOMÆ LVDOVIC DE VICTORIA ABVLENSIS, OFFICIVM HEBDOMADÆ SANCTÆ, PERMISSU SUPERIORUM, ROMÆ, Apud Alexandrum Garudanum, M. D. LXXXVI[11] (para notación contemporánea, consulte la sección transcripción)

### Edición contemporánea
- 1896/1897/1898: Officium hebdomadæ sanctæ, en el directorio Kirchenmusikalisches Jahrbuch, volumen XI (pp. 1-28), tomo XII (pp. 29-72) y tomo XIII (pp. 73-160), del cual el editor Franz Xaver Haberl modificó considerablemente el texto y la melodía.[gr 4]
- 1908: Thomæ Ludovici Victoria Abulensis, Ópera omnia: ex antiquissimis, iisdemque rarissimis, hactenus cognitis editionibus in unum Collecta, atque adonotationibus, tum bibliographicis, tum interpretaroriis, tomo V (pp. 111-200) y tomo I (pp. 24-26) (para Vere languores), editado por Felipe Pedrell, Breitkopf & Härtel, 1908 (1902, tomo I)[21]
- 1977: Officium hebdomadæ sanctæ, edición de estudio y crítica de Samuel Rubio, preámbulo de Antonio Iglesias, 337 páginas en un solo volumen, Ediciones del Instituto de Música Religiosa, Cuenca[22]
- 1982: Officium hebdomadæ sanctæ, editado por Eugene Casjen Cramer, 4 volúmenes con su tesis doctoral revisada (Universidad de Boston), Instituto de Música Medieval, Henryville, ISBN 978-0-931902055 [23]
- 2019: Officium Hebdomadæ Sanctæ 1585, en su nueva edición completa de Tomás Luis de Victoria, tomo IV/1, CH201805, Verlag C. Hofius, Ammerbuch, (ISMN 979-0-50248-144-5)[24]

### Ediciones en línea
- Versión de la Universidad de Málaga: Officium Hebdomadæ Sanctæ[25]

Si es posible, se recomienda que la interpretación se realice con la partitura original, en notación métrica blanca, para lograr la misma calidad de la época de composición.

## Grabaciones

### Versión completa
- Coro de Monjes del Monasterio de Santo Domingo de Silos y Coro de Voces Blancas de Burgos, Officium Hebdomadæ Sanctæ, dirigido por Dom Felipe Fernández, Hispavox, Colección de Música Antigua Española HHS16/17/18, 3 discos, 1973[26][27]
— Grabación por religiosos españoles; sólo se grabó una Pasión según San Juan.[12]
- Conjunto vocal Jean-Paul Gipon, Officium Hebdomadæ Sanctæ, dirección de Jean-Paul Gipon, Adda (1992) y luego BMG France (1997) con distribución de Harmonia Mundi HM CD 78X3, 3 DC;[28]
— Asimismo, se omitió la grabación de la Pasión según San Mateo, para el Domingo de Ramos;[gr 5] la de San Juan se interpretó tanto en polifonía como en canto llano;[gr 5] «Esta [versión] integral fue grabada los [días] 26, 27, 28 de mayo y 16, 17 y 18 de junio de 1991 en la Colegiata de Saint-Martin de Champeaux en Seine-et-Marne, después de haber sido tocada allí como parte de los Oficios de Semana Santa.»[19]
- La Colombina así como Schola Antiqua, Officium Hebdomadæ Sanctæ, dirección de Juan Carlos Asensio, Glossa, colección Los Siglos de Oro GCD922002, 3 DC, 2005;
 — Versión completa y «puesta en contexto»; grabada en el marco del festival de la Semana de Música Religiosa de Cuenca en abril de 2004[13]
- La Capella Reial de Catalunya y Hespèrion XXI, Passion - Officivm Hebdomadæ Sanctæ, dirigida por Jordi Savall, Alia Vox AVSA9943, 3 DC (en Super Audio CD ), 2021;
— Grabación en directo durante los conciertos del 24 y 27 de julio de 2018 en la colegiata de Salzburgo, en el marco del Festival de Salzburgo.

### Responsorios/Lamentaciones
Las grabaciones de las piezas, en particular las de los Responsorios y las Lamentaciones, siguen siendo numerosas. Cabe señalar que la grabación del Officium era tradicionalmente la preferida por la Cappella Giulia del Vaticano de la que Giovanni Animuccia, colaborador de Victoria, era maestro de capilla en el siglo XVI. La obra fue encontrada incluso en Inglaterra por Sir Richard Runciman Terry († 1938), un musicólogo que se convirtió al catolicismo en 1896, y bajo cuya influencia se realizaron numerosas grabaciones del Officium, incluida la primera que cruzó el Canal de la Mancha, la de George Malcolm, realizada en 1959. A pesar de las muchas grabaciones destacadas, se siguen editando nuevos álbumes.
En el catálogo de Eugene Casjen Cramer, Tomás Luis de Victoria, A Guide to Research (1998), se presenta detalladamente su discografía.
- 1904: [¿Capilla Giulia? ], Improperia pezzo tolto dall'Offium hebdomadæ sanctæ, direction de Rudolf Kanzler, colección Canto Gregoriano, Société Gramophone 054781[30][gr 3][31]
- 1929: Basilica Chor des Sankt Hedwigs Kathedrale, Regens Chori et Chorus ecclesiæ Sanctæ Hedovigis Berolinensis, Popule meus, direction de Pius Kalt, Polydor 27117[gr 6]
- vers 1935: Capilla Giulia, Tenebræ factæ sunt et Saint John Passion, direction de Ernesto Boezi, SEMS / Musique au Vatican 1[gr 2]
- antes de 1942: Julien Chapel Choir, O vos omnes, dirección de Ernesto Boezi, SEMS / Musique au Vatican 8[gr 2]
- antes de 1942: Barcelona Orfeón Catalán, Caligaverunt oculi, direction de Lluís Millet, SEMS / Musique au Vatican 38[gr 2]
- 1943: Coro de la Capilla Sistina, Tenebræ factæ sunt, dirección de Lorenzo Perosi, Gramophone DB1572[gr 3]
- 1947: Roman-Vatican Choir, Tenebræ factæ sunt et Animam meam, dirección de Licinio Refice, Mercury Records MG10063[gr 7]
- antes de 1948: Coro de la Capilla Giulia, the six Responsories for Thursday of Tenebræ, dirección de Armando Antonelli, SEMS / Musique au Vatican 1113 - 1115[gr 2]
- hacia 1950: Coro de la Capilla Giulia, Saint John Passion, dirección de Ernesto Boezi, SEMS / Musique au Vatican 1159 - 1162[gr 8]
- 1953: Helsinki University Chorus, O vos omnes, dirección de Martti Turunen, Remington Records R199167[gr 9]
- 1954: Coro de la Capilla Sistina, Tenebræ factæ sunt, Caligaverunt oculi mei, Animam meam, Vere languores et Vexilla Regis (6° verso solo), dirección de Domenico Bartolucci, Period Records SPL706[gr 10]
- 1955: Coro de monjes del Real Monasterio de Montserrat con los infantes de la Escolania, Les dix-huit répons de la Semaine Sainte, direction de Dom Ireneu Segarra, Éditions Studio SM SM33-15[32]
- 1955: Quartetto Polifonico, O vos omnes et Tenebræ factæ sunt, Decca Records LXT2945[gr 11]
- 1956: Agrupación Coral de Cámara de Pamplona, Popule meus, Ière Leçon de Ier Nocturne du Vendredi Saint ainsi que Ière et IIe leçons de Ier Nocturne du Samedi Saint, dirección de Luis Morondo, Lumen LD2.I08
- antes de 1957: Wiener Sängerknaben, Tenebræ factæ sunt, Philips Records N00624R[gr 6]
- 1959: Coro de la Catedral de Westminster, Responsories for Tenebræ, direction de George Malcolm, Argo Record ZRG5149[2]
- 1961: Coros de Radio Nacional de España, Popule meus et Vere languores, dirección de Alberto Blancafort, Pax P367[gr 10]
- 1964: Schola de Grand Séminaire de Québec, Popule meus, direction de Elzéar Fortier, RCA Victor CGP138[gr 9]
- hacia 1967: Scuola di chiesa, Improperia, Lamentations etc., dirección de John Hoban, Pye Virtuoso TPLS13007[gr 12]
- 1969: Scuola di chiesa, the eighteen Tenebæ Responsories, dirección de John Hoban, Pye Virtuoso TPLS13015[gr 12]
- 1989: Westminster Cathedral Choir, Responsories for Tenebræ, dirección de David Hill, Hyperion Records CDA66304[gr 5]
- 1990: The Tallis Scholars, Tenebræ Responsories, dirección de Peter Phillips, Gimell Records CDGIM022[33]
- 1990: Pro Cantione Antiqua, the eighteen Tenebræ Responsories, dirección de Bruno Turner, Ariola Records GD77056QH[gr 13]
- 1991: The Sixteen Choir, Tenebræ responsories from Officium Hebdomadæ Sanctæ, dirección de Harry Christophers, EMI Records[32]
- 1994: Coro del Trinity College, Cambridge, Easter Week: Lamentations & Tenebræ Responsories, dirección de Richard Marlow, Conifer Records B000027PY1[1]
- 1996: Música Ficta, Lamentaciones de Jeremías, dirección de Raúl Mallavibarrena, Cantus Records C9604[4]
- 2007: London Oratory, Pueri Hebræorum, Tantum ergo et Improperia, dirección de Patrick Russill, Herald Records HAVPCD327[2]
- 2010: The Tallis Scholars, Lamentations of Jeremiah, dirección de Peter Phillips, Hyperion Records CDGIM043[2]
- 2013: The Tenebrae Choir, Tenebræ Responsories, dirección de Nigel Short, Signum Classics SIGCD344
- 2018: Stile Antico, Tenebræ Responsories, sin dirección, Harmonia Mundi HMM902272[34]